# Pomacentrus
Pomacentrus là một chi cá biển thuộc phân họ Pomacentrinae nằm trong họ Cá thia. Những loài trong chi này có phạm vi phân bố rộng rãi ở những vùng biển nhiệt đới thuộc Ấn Độ Dương - Thái Bình Dương, riêng P. taeniometopon còn được tìm thấy ở cả môi trường nước lợ và nước ngọt.

## Từ nguyên
Từ định danh pomacentrus được ghép bởi hai âm tiết trong tiếng Hy Lạp cổ đại: pôma (πῶμα, "nắp đậy") và kéntron (κέντρον, "gai, ngạnh"), hàm ý đề cập đến hàng răng cưa dọc theo rìa xương nắp mang của loài điển hình P. pavo.

## Mô tả chung
Nhìn chung, các loài Pomacentrus có kích thước tương đối nhỏ, với chiều dài cơ thể do được phần lớn nằm trong khoảng từ 6 đến 11 cm.
Nhiều loài Pomacentrus có kiểu màu bắt mắt, thường được đánh bắt để nuôi làm cá cảnh, trong khi một số loài lại có màu sẫm tối (thường là xanh xám, nâu xám đến nâu sẫm). Cá con của hầu hết những loài Pomacentrus đều có điểm chung là một đốm đen lớn viền xanh lam óng ngay sau vây lưng với các sọc, đốm màu xanh óng từ đỉnh đầu kéo dài ngược ra sau lưng. Cá con thường có màu vàng tươi hoặc màu cam sáng.

## Các loài

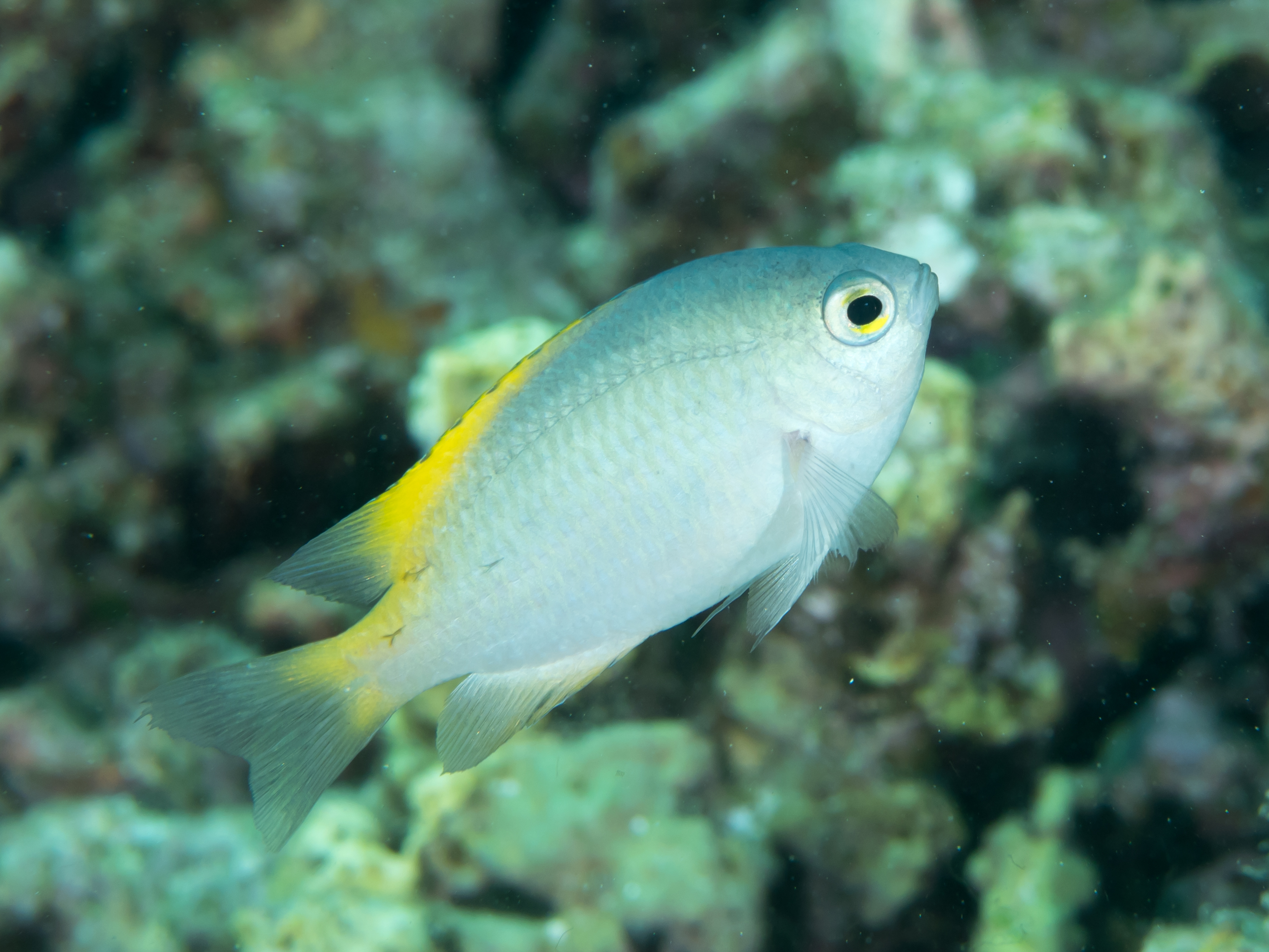
P. lepidogenys

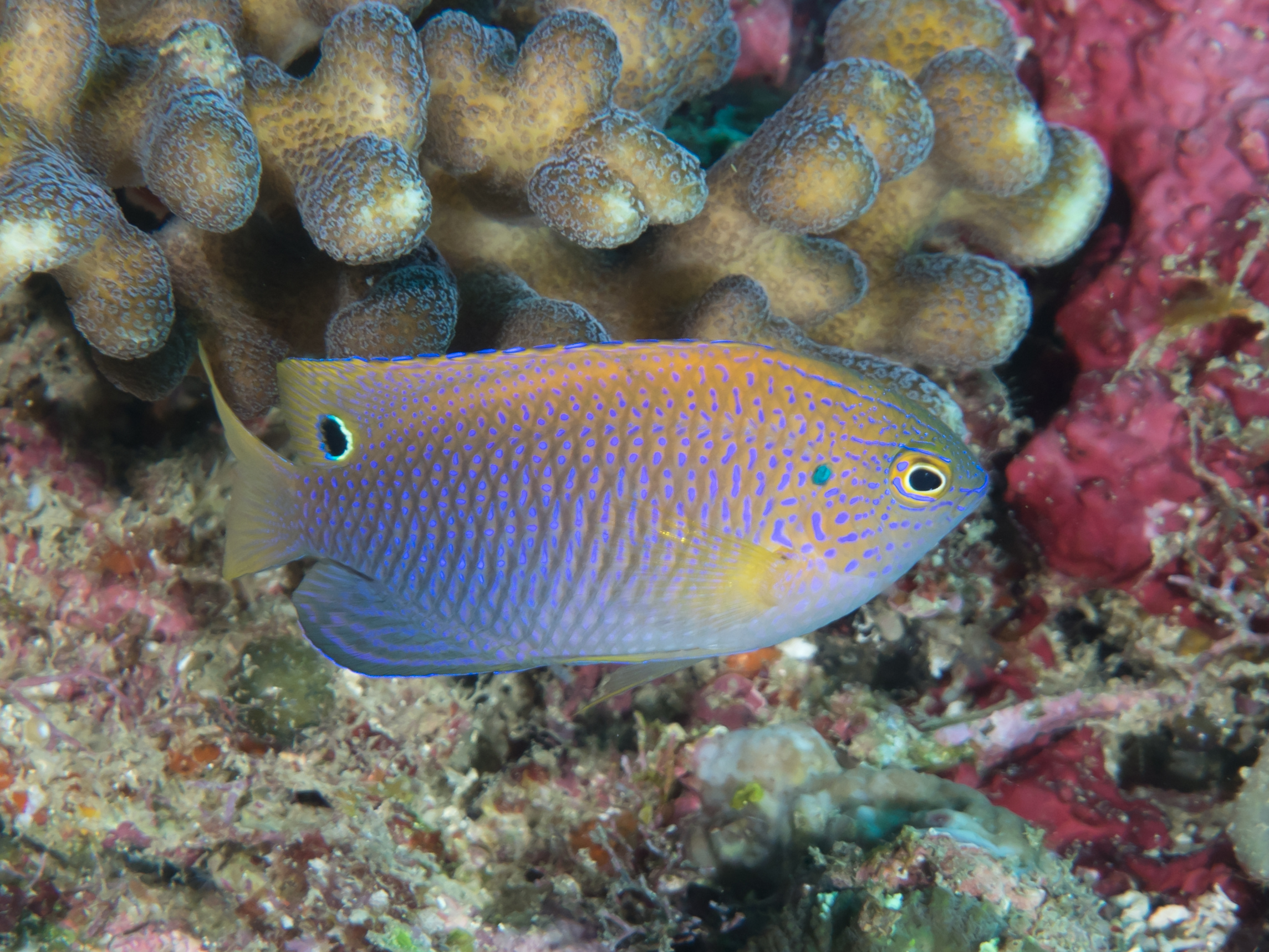
P. vaiuli

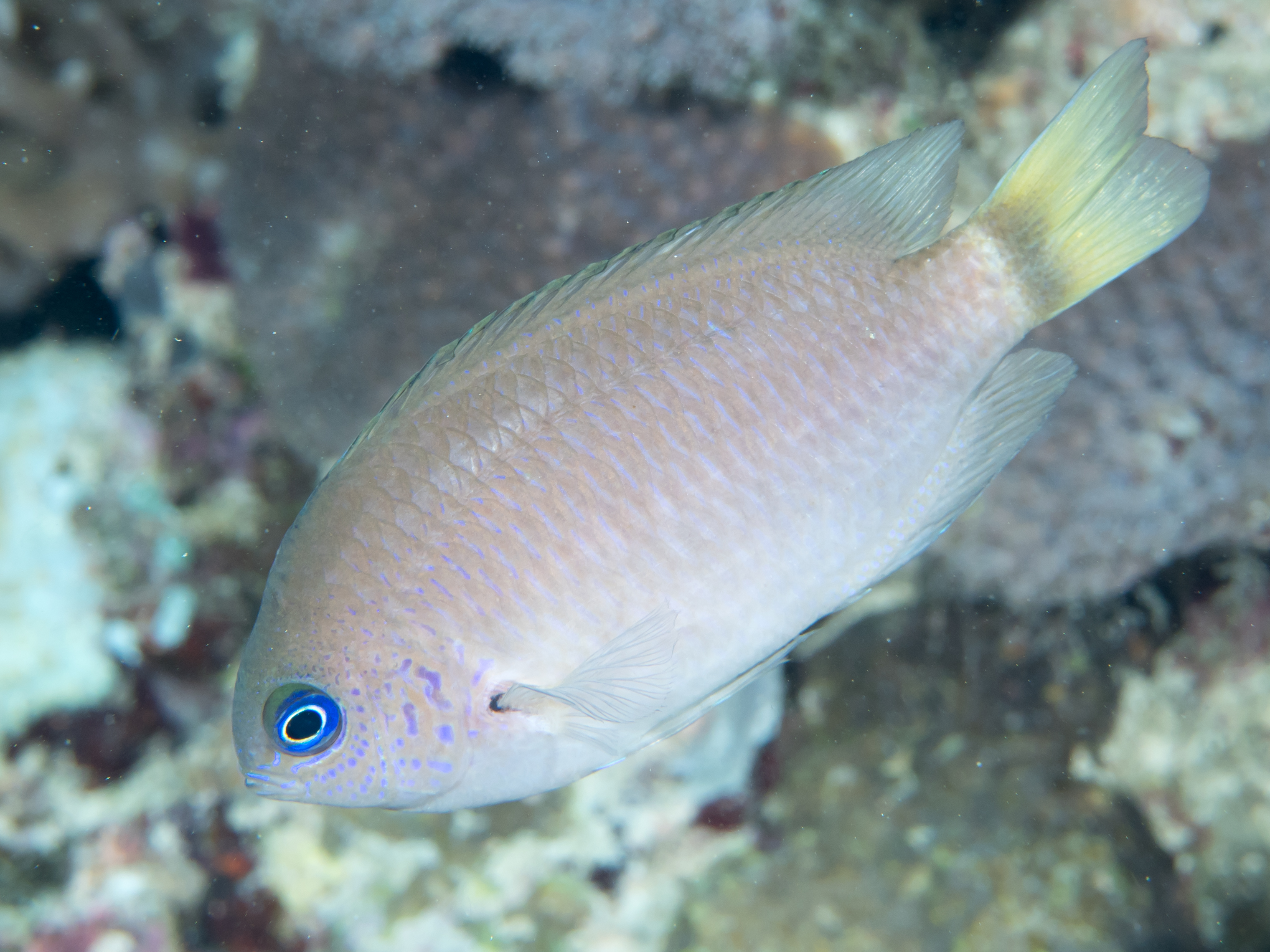
P. reidi

Tính đến năm 2021, có tất cả 82 loài được công nhận là hợp lệ trong chi này, trở thành chi có số lượng đông nhất trong họ Cá thia, bao gồm các loài sau:
- Pomacentrus adelus Allen, 1991
- Pomacentrus agassizii Bliss, 1883
- Pomacentrus albiaxillaris Allen, Erdmann & Pertiwi, 2017[6]
- Pomacentrus albicaudatus Baschieri-Salvadori, 1955
- Pomacentrus albimaculus Allen, 1975
- Pomacentrus alexanderae Evermann & Seale, 1907
- Pomacentrus alleni Burgess, 1981
- Pomacentrus amboinensis Bleeker, 1868
- Pomacentrus andamanensis Allen, Erdmann & Ningsih, 2020[7]
- Pomacentrus aquilus Allen & Randall, 1980
- Pomacentrus arabicus Allen, 1991
- Pomacentrus armillatus Allen, 1993
- Pomacentrus atriaxillaris Allen, 2002
- Pomacentrus aurifrons Allen, 2004
- Pomacentrus auriventris Allen, 1991
- Pomacentrus australis Allen & Robertson, 1974
- Pomacentrus azuremaculatus Allen, 1991
- Pomacentrus baenschi Allen, 1991
- Pomacentrus bangladeshius Habib, Islam, Nahar & Neogi, 2020[8]
- Pomacentrus bankanensis Bleeker, 1854
- Pomacentrus bellipictus Allen, Erdmann & Hidayat, 2018[9]
- Pomacentrus bintanensis Allen, 1999
- Pomacentrus bipunctatus Allen & Randall, 2004
- Pomacentrus brachialis Cuvier, 1830
- Pomacentrus burroughi Fowler, 1918
- Pomacentrus caeruleopunctatus Allen, 2002
- Pomacentrus caeruleus Quoy & Gaimard, 1825
- Pomacentrus callainus Randall, 2002
- Pomacentrus cheraphilus Allen, Erdmann & Hilomen, 2011
- Pomacentrus chrysurus Cuvier, 1830
- Pomacentrus coelestis Jordan & Starks, 1901
- Pomacentrus colini Allen, 1991
- Pomacentrus cuneatus Allen, 1991
- Pomacentrus emarginatus Cuvier, 1829
- Pomacentrus fakfakensis Allen & Erdmann, 2009
- Pomacentrus flavoaxillaris Allen, Erdmann & Pertiwi, 2017[6]
- Pomacentrus flavioculus Allen, Erdmann & Pertiwi, 2017[10]
- Pomacentrus geminospilus Allen, 1993
- Pomacentrus grammorhynchus Fowler, 1918
- Pomacentrus imitator (Whitley, 1964)
- Pomacentrus indicus Allen, 1991
- Pomacentrus javanicus Allen, 1991
- Pomacentrus komodoensis Allen, 1999
- Pomacentrus lepidogenys Fowler & Bean, 1928
- Pomacentrus leptus Allen & Randall, 1980
- Pomacentrus limosus Allen, 1992
- Pomacentrus littoralis Cuvier, 1830
- Pomacentrus maafu Allen & Drew, 2012
- Pomacentrus magniseptus Allen, Erdmann & Pertiwi, 2017[6]
- Pomacentrus melanochir Bleeker, 1877
- Pomacentrus micronesicus Liu, Ho & Dai, 2014[11]
- Pomacentrus microspilus Allen & Randall, 2005
- Pomacentrus milleri L. R. Taylor, 1964
- Pomacentrus moluccensis Bleeker, 1853
- Pomacentrus nagasakiensis Tanaka, 1917
- Pomacentrus nigriradiatus Allen, Erdmann & Pertiwi, 2017[6]
- Pomacentrus nigromanus Weber, 1913
- Pomacentrus nigromarginatus Allen, 1973
- Pomacentrus opisthostigma Fowler, 1918
- Pomacentrus pavo (Bloch, 1787)
- Pomacentrus philippinus Evermann & Seale, 1907
- Pomacentrus pikei Bliss, 1883
- Pomacentrus polyspinus Allen, 1991
- Pomacentrus proteus Allen, 1991
- Pomacentrus reidi Fowler & Bean, 1928
- Pomacentrus rodriguesensis Allen & Wright, 2003
- Pomacentrus saksonoi Allen, 1995
- Pomacentrus similis Allen, 1991
- Pomacentrus simsiang Bleeker, 1856
- Pomacentrus smithi Fowler & Bean, 1928
- Pomacentrus spilotoceps Randall, 2002
- Pomacentrus stigma Fowler & Bean, 1928
- Pomacentrus sulfureus Klunzinger, 1871
- Pomacentrus taeniometopon Bleeker, 1852
- Pomacentrus trichourus Günther, 1867
- Pomacentrus trilineatus Cuvier, 1830
- Pomacentrus tripunctatus Cuvier, 1830
- Pomacentrus vaiuli Jordan & Seale, 1906
- Pomacentrus vatosoa Frable & Tea, 2019[12]
- Pomacentrus wardi Whitley, 1927
- Pomacentrus xanthosternus Allen, 1991
- Pomacentrus yoshii Allen & Randall, 2004

## Tham khảo

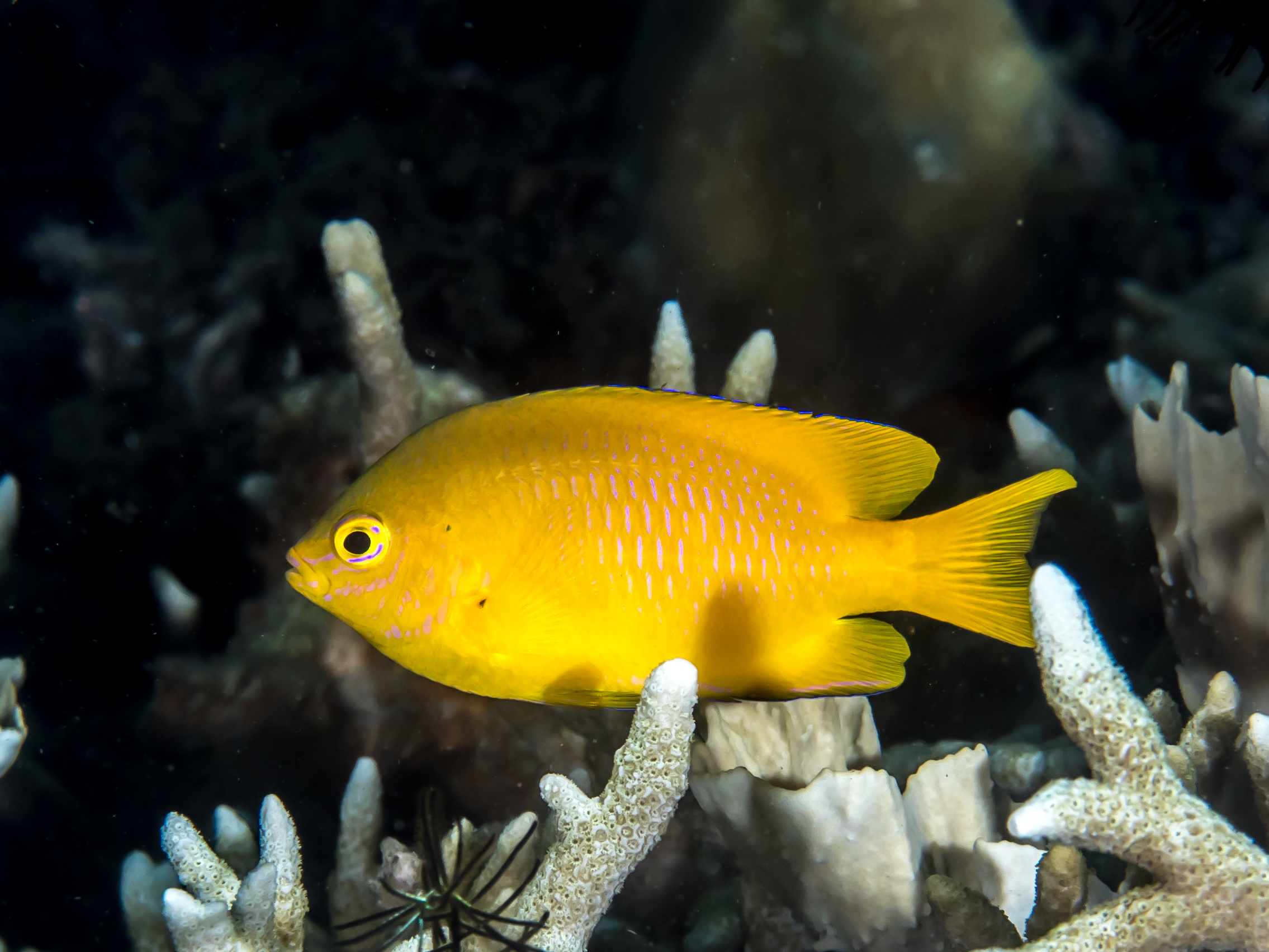
P. moluccensis

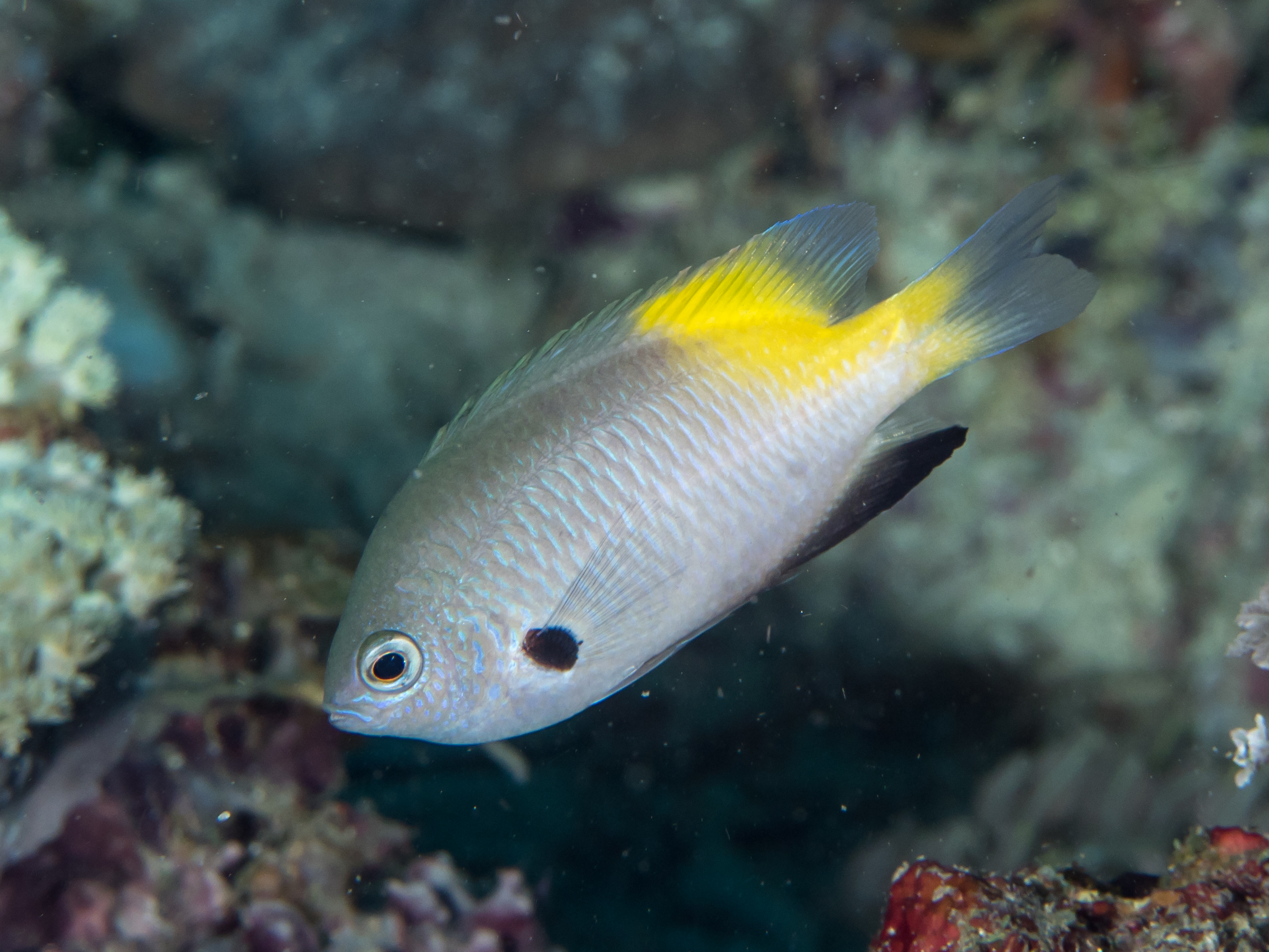
P. nigromanus